# Stênio Zanetti
Stênio Zanetti Toledo (Ipuiuna, Minas Gerais, 5 de abril de 2003), conocido deportivamente como Stênio, es un futbolista brasileño que juega de delantero para el América Mineiro de la Campeonato Brasileño de Serie B.

## Trayectoria

### Cruzeiro EC
Debutó profesionalmente en la victoria por 3-0 a favor del Cruzeiro E. C. ante la União Recreativa dos Trabalhadores el día 26 de julio de 2020.

## Estadísticas

### Clubes
Actualizado al último partido jugado el 21 de septiembre de 2022.
| Club                    | Div.          | Temporada     | Liga  | Liga  | Copas nacionales | Copas nacionales | Copas internacionales | Copas internacionales | Copas estatales | Copas estatales | Total | Total |
| Club                    | Div.          | Temporada     | Part. | Goles | Part.            | Goles            | Part.                 | Goles                 | Part.           | Goles           | Part. | Goles |
| ----------------------- | ------------- | ------------- | ----- | ----- | ---------------- | ---------------- | --------------------- | --------------------- | --------------- | --------------- | ----- | ----- |
| Cruzeiro E. C. · Brasil | 2.ª           | 2019-20       | 5     | 0     | —                | —                | —                     | —                     | 3               | 0               | 8     | 0     |
| Cruzeiro E. C. · Brasil | 2.ª           | 2020-21       | 4     | 0     | 2                | 0                | —                     | —                     | 4               | 0               | 10    | 0     |
| Cruzeiro E. C. · Brasil | 2.ª           | 2021-22       | 5     | 2     | —                | —                | —                     | —                     | —               | —               | 5     | 2     |
| Cruzeiro E. C. · Brasil | Total club    | Total club    | 9     | 0     | 2                | 0                | 0                     | 0                     | 7               | 0               | 18    | 0     |
| Total carrera           | Total carrera | Total carrera | 9     | 0     | 2                | 0                | 0                     | 0                     | 7               | 0               | 18    | 0     |